# Полоскин, Расим Борисович
Расим Борисович Полоскин (р. 5 декабря 1968 года, г. Ленинград, РСФСР, СССР) — российский журналист, режиссёр, сценарист.
Родился в 1968 году в Ленинграде. Мать — Фарида Полоскина, кандидат биологических наук; отец - Борис Полоскин, известный автор-исполнитель бардовской песни, путешественник, мастер спорта СССР по туризму, кандидат физико-математических наук.
В 1996 году с красным дипломом закончил Санкт-Петербургский институт кино и телевидения (мастерская телережиссуры Валерия Саруханова). За год до поступления в институт начал работать на Пятом канале как автор и режиссер.
В начале 90-х был переводчиком в издательстве «Азбука», в течение семи лет руководил службой переводов  Международного кинофестиваля «Послание к Человеку».
В 1997 году был приглашен на ОРТ корреспондентом Северо-Западного бюро. За работу по освещению событий на Северном Кавказе указом Президента награждён  медалью «За Отвагу».
Работал редактором, автором, режиссёром в дирекции документального кино Первого канала, шеф-редактором еженедельных циклов «Громкое дело» и «Секретные истории» телекомпании РЕН-ТВ, режиссёром специальных программ дирекции информационного вещания на испанском языке канала Russia Today, режиссёром документальных фильмов телекомпании Красный квадрат.
Автор и режиссёр более 40 документальных фильмов, вышедших в эфире федеральных телеканалов. Номинант и победитель российских и международных фестивалей.
В начале 2000-х увлекся яхтингом. Для организации и подготовки российских любительских команд к участию в знаменитых мировых оффшорных гонках в 2011 году вместе с братом — Родионом Полоскиным — создал Клуб, а затем Кубок «600 миль». Среди задач было: «привлечь внимание российских яхтсменов-любителей к формату классических шестисотмильных гонок, вывести на мировую арену оффшорных регат любительские российские экипажи... поощрить, как бы высокопарно ни звучало, развитие именно любительского парусного спорта, показать его доступность даже на таком высоком уровне». Был капитаном и руководителем команды Клуба на нескольких регатах Rolex Fastnet Race, Rolex Middle Sea Race и RORC Caribbean 600. До 2011 года — за 90-летнюю историю легендарной гонки Fastnet — единственные россияне, которым было доступно участие в знаменитой регате — это владельцы парусных гигантов и команд спортсменов-профессионалов. После того, как в 2011 году Fastnet прошла российская любительская команда — команда Клуба «600 миль» - началось активное участие российских непрофессиональных экипажей в гонках 600-мильной серии RORC.